# Clifford Witting
Clifford Witting (* 1907 in London; † 1968) war ein englischer Schriftsteller.
Witting besuchte das Eltham College in Mottingham (London Borough of Bromley) und bekam im Anschluss daran 1924 eine Anstellung bei der Lloyd’s Bank. Dort blieb er, bis er 1942 zur Armee eingezogen wurde.
Bereits 1934 hatte er in London Ellen Majorie Steward geheiratet.
Witting verfasste nahezu ausschließlich Kriminalromane. Er kreierte u. a. das Protagonistenduo Sergeant Bradford und Inspector Harry Charlton, denen er mehrere Romane widmete.

## Werke (Auswahl)
- A bullet for Rhino. 1950.
- The case of the busy bees. 1952.
- The case of the Michaelmas goose. 1938.
- Catt out of the bag. 1939.
- Crime in whispers. 1964.
- Dead on time. 1948.
- Driven to kill. 1961.
- Let X be the murder. 1937.
- Measurement for murder. 1945.
- Midsummer Murder. 1937.
- Mischief in the offing. 1958.
- Murder in Blue. 1937.
- Silence after dinner. 1953.
- Subject Murder. 1945.
- The was a crooked man. 1960.
- Villainous salpetre. 1962.